# Viêm túi hoạt dịch
Viêm túi hoạt dịch là quá trình viêm của một hay nhiều túi hoạt dịch (bọc chứa hoạt dịch) trong cơ thể. Các túi này được lót một lớp màng hoạt dịch tiết ra dịch hoạt bôi trơn. Cơ thể người có hơn 150 bọc hoạt dịch. Các bọc này nằm ở vị trí các cơ quan chức năng vận động, như gân và cơ, trượt qua xương. Bọc hoạt dịch lúc khỏe mạnh tạo một bề mặt trượt chức năng trơn, gần như không có ma sát giúp các cử động thông thường không đau. Nhưng khi bị viêm túi hoạt dịch, các chuyển động có qua túi nhớt bị viêm trở lên khó khăn và đau đớn. Hơn nữa, các cử động của gân và cơ qua túi hoạt dịch viêm càng làm tình trạng viêm nặng hơn và bệnh lý cứ thế tiếp diễn. Cơ khớp xung quanh có thể bị cứng.